# Новинна пустеля
Новинна пустеля — це громади, де не видаються щоденні газети. Цей термін з'явився в США після закриття сотень щоденних і щотижневих газет у 2000-х та 2010-х роках. Спираючись на дослідження 2018 року, що було проведене Школою засобів масової інформації та журналістики UNC, понад 1300 громад в США вважаються новинними пустелями. Ще є перелік громад, що не можна назвати новинними пустелями, але які можуть бути охоплені умовною газетою-привидом.

## Ситуація
Загальна кількість газет у США зменшилась з 8 891 у 2004 році до 712 у 2018 році, зменшившись на 1779 газет, у тому числі за рахунок понад 60 щоденних газет. З решти публікацій приблизно 1000—1500 газет вважалися газетами-привидами після того, як вони зменшили кількість новин настільки, що вони не змогли повністю охопити свої громади.

## Обсяг
2017 року Columbia Journalism Review опублікував карту новинних пустель всієї території США. ВИявилося, що округ Коллін та округ Вільямсон у Техасі з чисельністю населення майже 1,3 мільйона осіб, є одними з найбільших новинних пустель у країні. Серед інших помітних новинних пустель виділяються округ Елліс, штат Техас та округ Аламанс, штат Північна Кароліна. Однак деякі з цих спільнот можуть бути охоплені дуже маленькими газетами, тираж яких становить менше 1 %, або державними цифровими новинними виданнями.
Дослідження, проведене в 2018 році в школі засобів масової інформації та журналістики UNC, виявило понад 1300 новинних пустель у Сполучених Штатах. З 3143 округів у США понад 2000 більше не мали щоденної газети, а 171 округ із 3,2 мільйонами жителів разом не мали жодної газети. Згідно з дослідженням, люди, які живуть у новинних пустелях, як правило, бідніші, старші та менш освічені, ніж середній американець. Станом на 2018 рік понад 90 графств без газети опинилися на півдні Сполучених Штатів, що робить його найбільшою новинною пустелею у країні.